# کلاهدوز دیوانه
کلاهدوز دیوانه (به انگلیسی: The mad Hatter) شخصیتی خیالی در رمان ماجراجویی‌های آلیس در سرزمین عجایب (۱۸۶۵) نوشته لوئیس کارول است. انیمیشن آلیس در سرزمین عجایب (۱۹۵۱) و فیلم آلیس در سرزمین عجایب (۲۰۱۰) هم بر اساس همین رمان ساخته شده‌است.

## دیوانه مثل یک کلاهدوز
اصطلاح mad as a hatter در زبان انگلیسی محاوره به کار می‌رود تا نشان دهد یک فرد از جنون رنج می‌برد.
در زمان‌های قدیم کلاهدوزها در ساختن کلاه از جیوه استفاده می‌کردند و بر اثر تنفس بخار جیوه دچار مسمومیت جیوه می‌شدند. مسمومیت جیوه باعث آسیب عصبی مثل نامفهوم سخن گفتن و تاری دید می‌شود.
لوئیس کارول در نزدیکی استاکپورت بزرگ شده بود؛ جایی که کلاهدوزی شغل افراد زیادی از مردم بود و دیدن کلاهدوزهای سردرگم و آشفته غیرعادی نبود. این اصطلاح قبل از نوشته شدن کتاب آلیس در سرزمین عجایب استفاده می شده است.
در داستان، گربه چشایر کلاهدوز و خرگوش را دیوانه خطاب می‌کند. شخصیت کلاهدوز مثل بچه هاست، یک لحظه عصبانی است و لحظه بعد خوشحال.

## در پزشکی
در علم پزشکی مجموعه علائم عصبی شامل سردرد، تغییرات رفتاری، ضعف، اختلال تکلم و تاری دید تحت عنوان mad as hatter توصیف می شوند که در بیماری های زیر دیده می شود:
- مسمومیت با جیوه (erethism یا بیماری mad hatter)
- مسمومیت با آنتی کولینرژیک ها

## آلیس در سرزمین عجایب(۲۰۱۰)
کارگردان فیلم آلیس در سرزمین عجایب که سال ۲۰۱۰ ساخته شد تیم برتون است و بازی درخشان جانی دپ در نقش کلاهدوز دیوانه مورد تحسین قرار گرفته است. کلاهدوز در این فیلم خیلی شجاع است و به ملکه سفید وفادار است. او به آلیس وابسته‌است و از او حمایت می‌کند. اسم کامل کلاهدوز «ترانت هایتاپ» است.
تیم برتون گفته‌است: «جانی دپ سعی کرد تا کلاهدوز را طوری به تصویر بکشد که فقط شخصیتی دیوانه به نظر نرسد و هدفش این بود که به عجیب بودن این شخصیت جنبه‌ای انسانی اضافه کند.»
رنگ مو نارنجی نشانه مسمومیت جیوه‌است. جانی دپ دربارهٔ کلاهدوز گفته‌است: «من فکر می‌کنم که او خیلی شدید مسموم شده‌است و این مسمومیت به مو، انگشتان و چشم‌هایش هم رسیده‌است.»
جانی دپ در مصاحبه‌ای گفته‌است: «بازی در نقش کلاهدوز دیوانه و جان بخشیدن به این شخصیت مثل رؤیایی بود که به واقعیت پیوست. کلاهدوز مثل یک Mood ring (انگشتر خلق و خو:انگشتری که با تغییر دمای بدن تغییر رنگ می‌دهد) است. احساساتش خیلی سطحی است.»
تیم برتون و جانی دپ تصمیم گرفتند که لباس، پوست، مو، شخصیت و لهجهٔ کلاهدوز در طول فیلم تغییر کند تا احساساتش را نشان دهد.

## معمای کلاهدوز دیوانه
در مهمانی چای کلاهدوز دیوانه از آلیس می‌پرسد: «نظری داری دربارهٔ اینکه چرا کلاغ شبیه میز تحریر است؟»
وقتی آلیس از کلاهدوز می‌خواهد خودش جواب معما را بدهد، می‌گوید:
«کوچکترین نظری در اینباره ندارم.»